# Tierra y agua

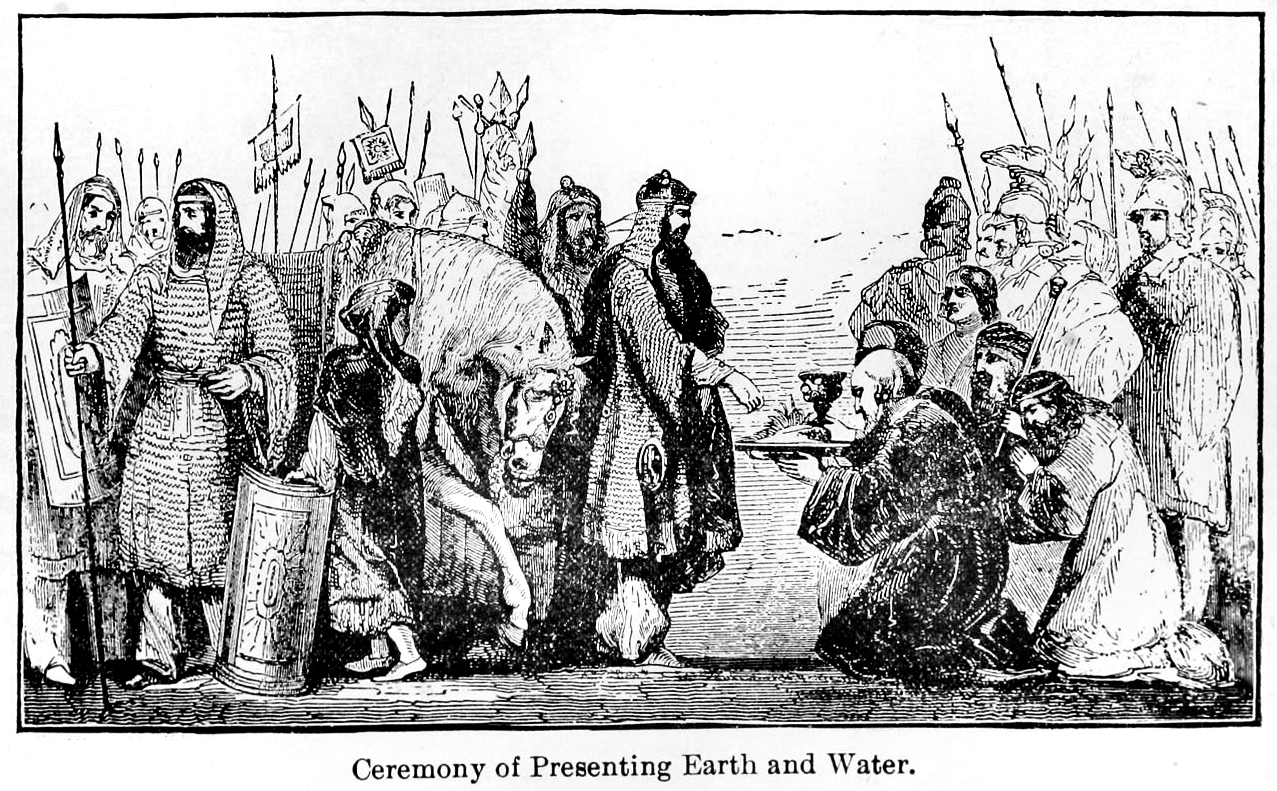
"Ceremonia de presentación de la tierra y el agua."

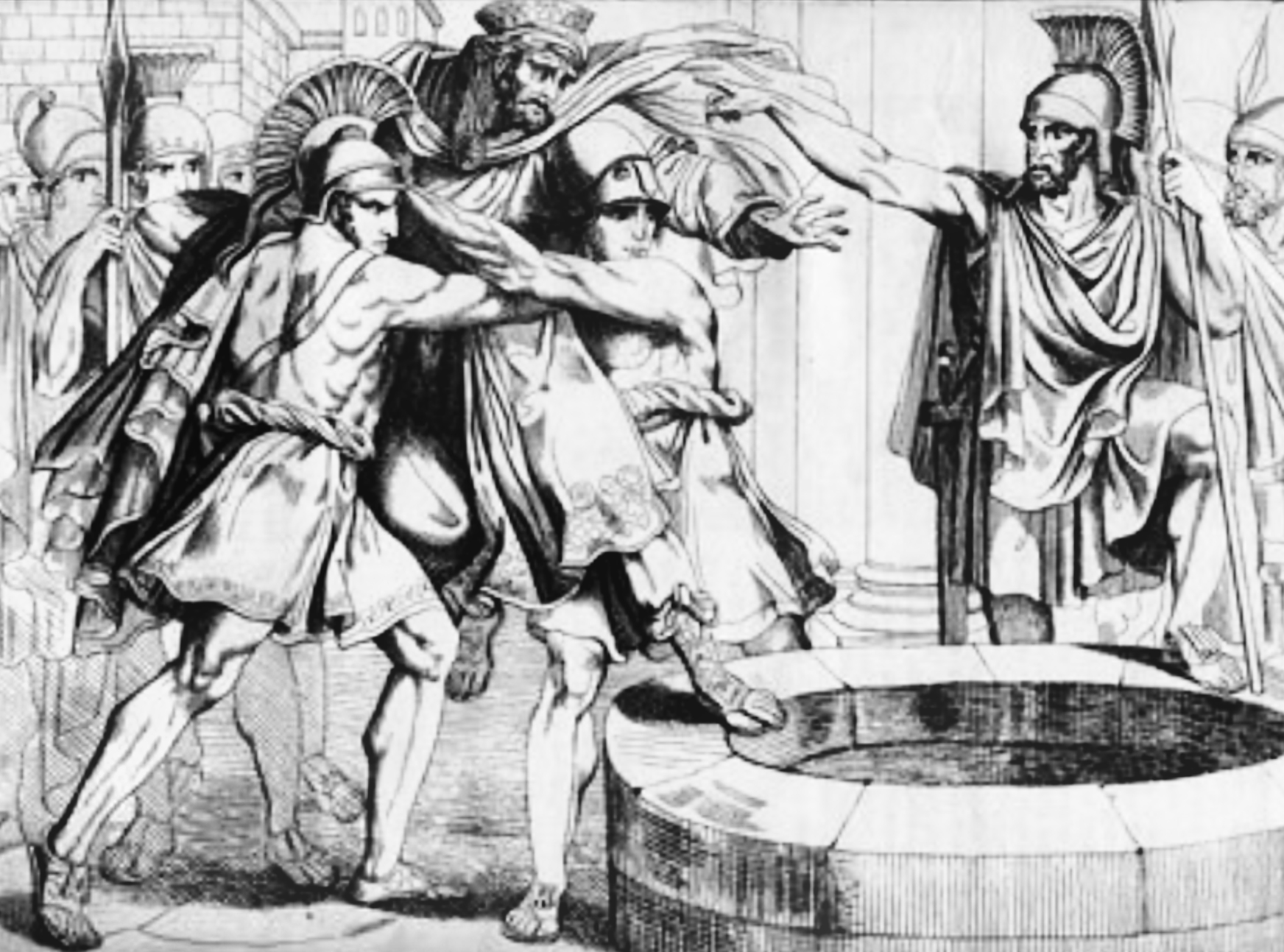
Los espartanos arrojan a un pozo a los emisarios persas, que habían ido a pedir "tierra y agua".

En los escritos del cronista de la Antigua Grecia Heródoto, la frase tierra y agua (en griego: γῆ καί ὕδωρ – ge kai hydor, en persa: آب و زمین‎) se usa para representar la demanda de los persas de las ciudades o personas que se rendian ante ellos.

## Uso en las historias de Heródoto
En el libro cuarto, Heródoto menciona por primera vez el término tierra y agua en la respuesta del rey Idantirso de los escitas al rey Darío. En el libro 5, se informa que Darío envió heraldos exigiendo tierra y agua al rey Amintas I de Macedonia, que aceptó. También se solicitó a la embajada ateniense en Artafernes en 507 a. C., que cumplió. En el sexto libro, Darío envió heraldos por toda Hellas pidiéndoles que exigieran tierra y agua para el rey. No hubo muchas ciudades-estado que se negaron. En el libro 7, relata que cuando los persas enviaron emisarios a los espartanos y a los atenienses exigiendo el símbolo tradicional de la rendición, una ofrenda de tierra y agua, los espartanos los arrojaron a un pozo y los atenienses los arrojaron a un desfiladero, sugiriendo que al llegar al fondo, podrían "excavarlo ellos mismos".

## Interpretación
La demanda de tierra y agua simbolizaba que aquellos que se rendían a los persas renunciaban a todos sus derechos sobre su tierra y cada producto de la tierra. Dando tierra y agua, reconocían la autoridad persa sobre todo; incluso sus vidas pertenecían al rey de los persas. Luego se llevaban a cabo negociaciones para especificar las obligaciones y los beneficios de los señores.
La frase tierra y agua, incluso en griego moderno, simboliza la subordinación incondicional a un conquistador.
Según el historiador moderno J. M. Balcer, el significado de la tierra y el agua es que eran símbolos zoroástricos y representativos del vasallaje del Imperio Persa. "Los heraldos persas viajaron por toda Grecia exigiendo el reconocimiento de la soberanía persa y los símbolos zoroástricos de la tierra y el agua, las marcas del vasallaje ...".